# Schweizer Badmintonmeisterschaft 1996
Die Schweizer Badmintonmeisterschaft 1996 fand vom 3. bis zum 4. Februar 1996 in der Eulachhalle in Winterthur statt. Es war die 42. Auflage der nationalen Titelkämpfe im Badminton in der Schweiz.

## Medaillengewinner
| Disziplin    | Gold                              | Silber                                  | Bronze                             |
| ------------ | --------------------------------- | --------------------------------------- | ---------------------------------- |
| Herreneinzel | Thomas Wapp                       | Rémy Matthey de l’Etang                 | Christian Nyffenegger              |
| Herreneinzel | Thomas Wapp                       | Rémy Matthey de l’Etang                 | Hubert Müller                      |
| Dameneinzel  | Silvia Albrecht                   | Bettina Villars                         | Santi Wibowo                       |
| Dameneinzel  | Silvia Albrecht                   | Bettina Villars                         | Judith Baumeyer                    |
| Herrendoppel | Thomas Wapp Lawrence Chew Si Hock | Jorge Rodríguez Rémy Matthey de l’Etang | Stephan Wapp Christian Nyffenegger |
| Herrendoppel | Thomas Wapp Lawrence Chew Si Hock | Jorge Rodríguez Rémy Matthey de l’Etang | Robbert de Kock                    |
| Damendoppel  | Silvia Albrecht Santi Wibowo      | Yvonne Naef Judith Baumeyer             | Andrea Peter Ursi Trinkler         |
| Damendoppel  | Silvia Albrecht Santi Wibowo      | Yvonne Naef Judith Baumeyer             | Fabienne Baumeyer Rachel Baeriswil |
| Mixed        | Jorge Rodríguez Silvia Albrecht   | Robbert de Kock Santi Wibowo            | Lawrence Chew Si Hock Yvonne Naef  |
| Mixed        | Jorge Rodríguez Silvia Albrecht   | Robbert de Kock Santi Wibowo            | Stephan Dietrich Bettina Villars   |

1. ↑  Quelle liefert für Platzierungen Duplikate, Jorge Rodríguez startet dort sowohl mit Rémy Matthey de l’Etang als auch mit Robbert de Kock.